# Enyalioides rubrigularis
Enyalioides rubrigularis là một loài thằn lằn trong họ Hoplocercidae. Loài này được Torres-Carvajal, De Queiroz & Etheridge mô tả khoa học đầu tiên năm 2009.

## Hình ảnh

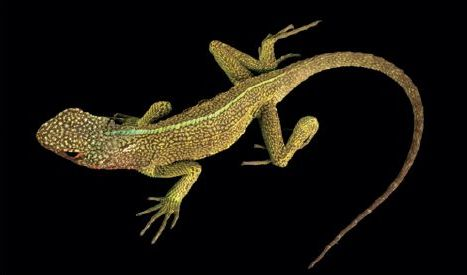
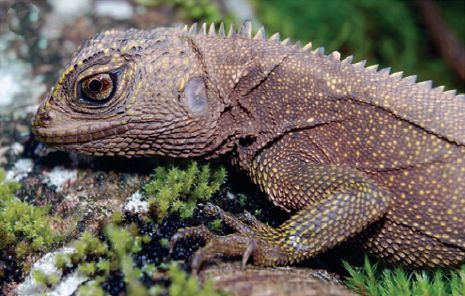
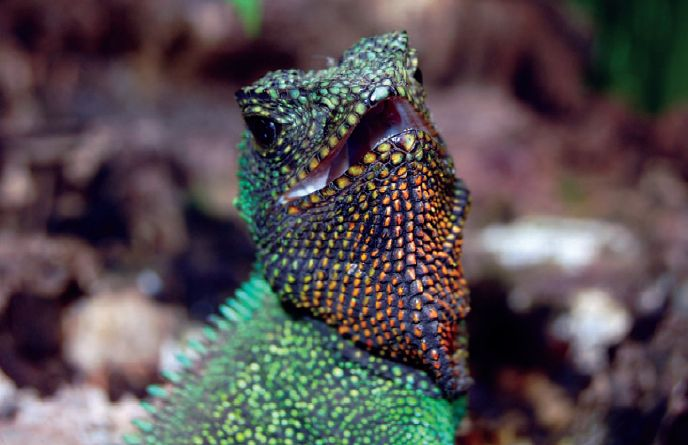
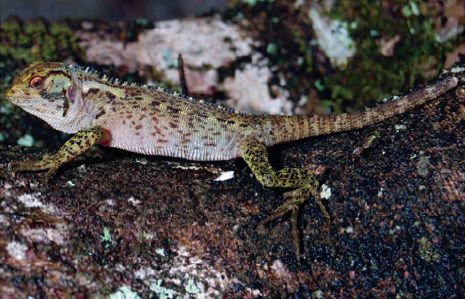